# Saraykent (district)
Saraykent is een Turks district in de provincie Yozgat en telt 19.607 inwoners (2007). Het district heeft een oppervlakte van 189,4 km². Hoofdplaats is Saraykent.
De bevolkingsontwikkeling van het district is weergegeven in onderstaande tabel.
| 1997   | 2000   | 2007   |
| ------ | ------ | ------ |
| 25.489 | 26.077 | 19.607 |